# مشعل معرفي
مشعل معرفي (20 يونيو 1976 -)، مذيع كويتي.

## عن حياته
خريج جامعة الكويت، بدأ تقديم البرامج في عام 2006 من خلال المشاركة في المهرجانات إلى كانت بدايته الفعلية في قناة فنون وقدم من برنامج قعدة ما تنمل وولا كلمة 3. وهو متزوج وله من الأبناء فاطمة ونور وفيصل، انتقل إلى قناة الثالثة الكويتية الرياضية.

## البرامج الذي قدمها
- قعدة ما تنمل (قناة فنون).
- ولا كلمة - الجزء الثالث (قناة فنون).
- فن زو (قناة فنون، جزئين).
- مساكم ورد (إذاعة الكويت).
- مستر مسلز (قناة الثالثة).